# دختر سیسیلی
دختر سیسیلی (ایتالیایی: La siciliana ribelle) فیلمی ایتالیایی است که در سال ۲۰۰۸ منتشر شد. از بازیگران آن می‌توان به ژرار ژونیو اشاره کرد.